# 忙音
忙音或稱忙線音，通常是撥電話時恰巧對方佔線會聽到的聲音。若連接己方到對方的中繼線已經佔滿，此時也會有忙音。部分電信商可能是人聲語音提示。
撥電話過程中，拿起聽筒時會聽到撥號音，按電話號碼時會聽到複頻音，按完電話號碼後會聽到回鈴音；但若对方佔线时，则沒有回鈴音，而會听到忙音。忙音較回鈴音急促，通常為聲響0.5秒/間隔0.5秒。
斷線音是通話結束後，對方先掛斷電話時，己方聽到的聲音，這斷線音與忙音常常是一樣的聲音，但出現的時機不同、代表的意義不同，應分別視之。
有些多功能電話機具有忙線偵測功能，可以在撥號或重撥遇忙線時自動掛斷。